# ZDF
Zweites Deutsches Fernsehen, ZDF (stylizowane na 2DF) – drugi program niemieckiej telewizji publicznej. Działa jako niezależna instytucja non-profit, założona przez wszystkie kraje związkowe Niemiec. ZDF jest finansowane z opłat abonamentowych i wpływów z reklam.
Od 15 marca 2022 dyrektorem ZDF jest dr Norbert Himmler.

## Historia
Idea powstania ZDF narodziła się w 1960, przy okazji budowy sieci nowych nadajników telewizyjnych. Program wystartował 1 maja 1961 pod nazwą ARD 2, ale nazwę ZDF (i zupełnie nowy status) uzyskał dopiero 1 kwietnia 1963. Początkowo ZDF nadawała z prowizorycznego ciasnego studia w Eschborn, następnie z przyczyn ekonomicznych siedzibę przeniesiono do Wiesbaden, tam jednak nie znajdowała się ona w jednym budynku, a agendach rozrzuconych po całym mieście.
W swojej pierwszej audycji ZDF nadało składankę berlińskich biesiadnych melodii. W 1964 nadawane były głównie relacje sportowe i relacje z imprez kulturalnych. Dopiero po przeprowadzce do Wiesbaden możliwe było rozpoczęcie własnej produkcji telewizyjnej. Od 1967 nadaje w kolorze.
25 czerwca 1964 ZDF zakupił w Moguncji dużą działkę budowlaną z zamiarem wybudowania kompleksowej i nowoczesnej siedziby telewizyjnej z 14. piętrowym budynkiem głównym na rzucie kwadratu o bokach 125 × 19 m. Na wiosnę 1974 rozpoczęto nadawanie transmisji z nowego studia w Moguncji, a w 1984 otwarto jeszcze nowszą część nadawczo-transmisyjną. 17 lipca 2009 otwarte zostało najnowsze studio ZDF w Moguncji, które w wewnętrznym żargonie stacji nazywa się „Zielonym piekłem”, ponieważ ściany są całkowicie zielone, dzięki czemu można na nie wyświetlać cyfrowo tła i grafikę 3D.
Dzisiaj ZDF ma 16 terenowych agend telewizyjnych, jak również 18 redakcji zagranicznych.

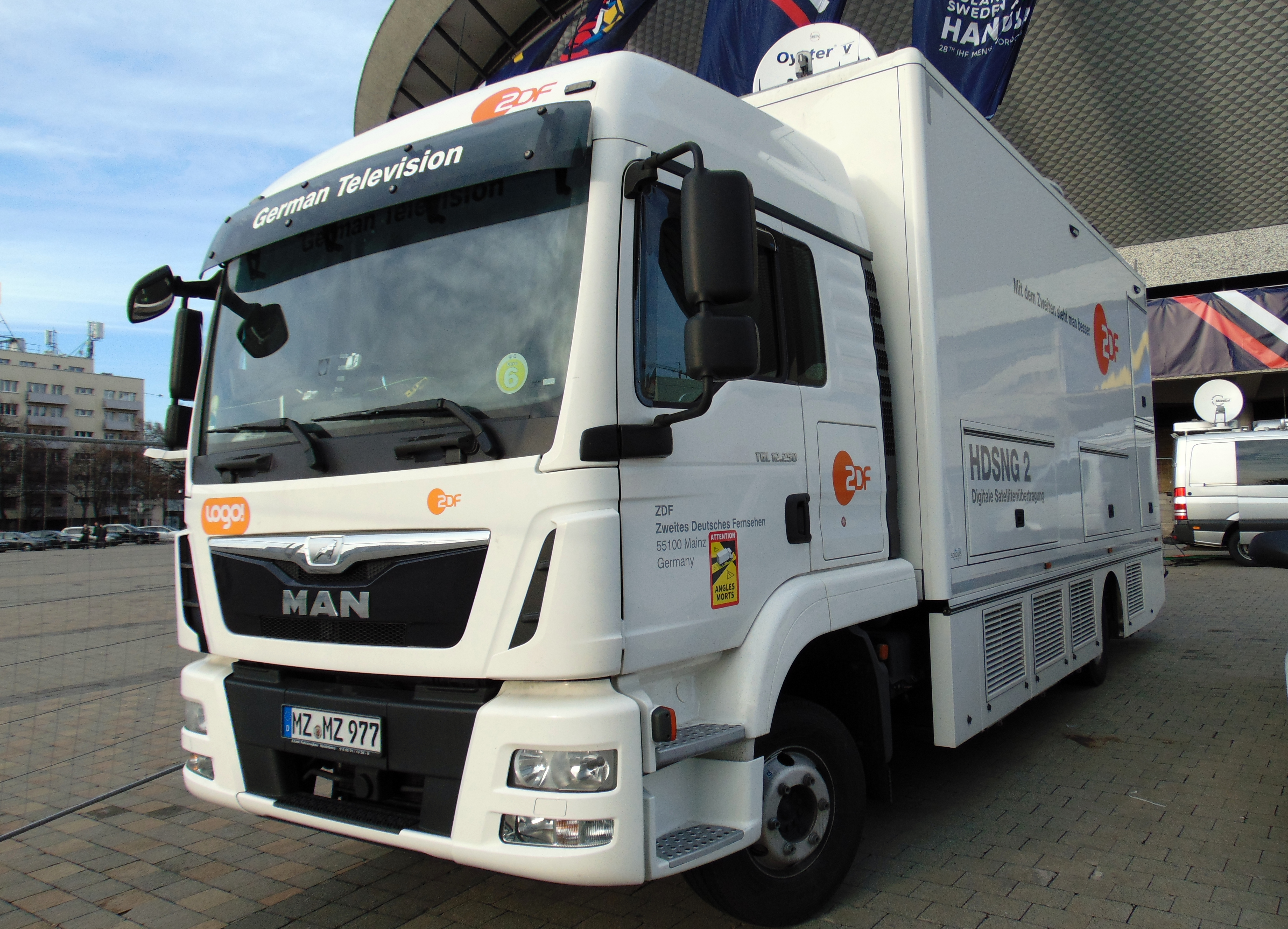
Wóz trasmisyjny ZDF w Katowicach w czasie Mistrzostw Świata w Piłce Ręcznej Mężczyzn w 2023

## Organizacja
W przeciwieństwie do ARD, dla którego nie istnieje żaden centralny ośrodek, ZDF ma swoje centrum w Moguncji. Nad ZDF stoi ZDF-Fernsehrat, która zatwierdza zarząd, budżet i wybiera dyrektorów. Stanowiska są zajmowane m.in. przez delegatów partyjnych proporcjonalnie do ich liczebności w Bundestagu.
ZDF jako telewizja publiczna współfinansowana ze środków abonamentowych i reklam. W niedziele i święta nie nadaje żadnych reklam i materiałów ogłoszeniowych. Zazwyczaj przerwy reklamowe trwają około 1–3 minuty, rzadko też zdarza się, aby reklamy przerywały program. Ogólnie, średnia za każdy dzień roboczy nie może przekraczać 20 minut reklam na antenie ogólnokrajowej.
W 2008 ZDF (podobnie jak stacje wchodzące w skład ARD) przeszło prawie wyłącznie na nadawanie cyfrowe i jest to jeden z pierwszych ogólnokrajowych programów nadający w nowej technologii. 15 sierpnia 2009 uruchomiono kanał ZDF HD.

## Standarowe programy
- Heute – serwis informacyjny telewizji ZDF, którego główne wydanie jest emitowane o godzinie 19.00. Pierwsze wydanie wyemitowano 1 kwietnia 1963 roku. Jest bliźniaczy do serwisu informacyjnego ARD Tagesschau.
- Heute-journal – wieczorny magazyn informacyjny, podsumowanie dnia, emitowany od poniedziałku do czwartku i w niedzielę o godzinie 21.45, w piątki o 22.15 i w soboty ok. 22.45. Jest bliźniaczy do serwisu informacyjnego Tagesthemen.
- heute journal up:date(inne języki) – nocny program informacyjny, podsumowanie dnia, emitowany od poniedziałku do piątku o godzinie po 0:00.
- Heute-show(inne języki) – cotygodniowy program satyryczny, emitowany w piątki o godzinie 22.30.
- ZDF Spezial(inne języki) – program specjalny, emitowany na wypadek bardzo poważnych wydarzeń. Nadawany o godzinie 19:20.
- ZDF-Morgenmagazin(inne języki) – magazyn śniadaniowy nadawany od 13 lipca 1992 roku od poniedziałku do piątku od 5.30 do 9.00, co dwa tygodnie przez cały tydzień w ZDF (i równolegle w Das Erste), naprzemiennie z ARD-Morgenmagazin (w takim cyklu ZDF-Morgenmagazin prezentowane jest jednocześnie w ZDF i Das Erste przez 26 tygodni w roku).
- ZDF-Mittagsmagazin(inne języki) – magazyn popołudniowy nadawany od 13.00 do 14.00, co dwa tygodnie przez cały tydzień w ZDF (i równolegle w Das Erste), naprzemiennie z ARD-Mittagsmagazin (w takim cyklu ZDF-Mittagsmagazin prezentowane jest jednocześnie w ZDF i ARD przez 26 tygodni w roku).
- Aspekte(inne języki) – magazyn kulturalny, nadawany w piątki o godzinie 23:00.
- Auslandsjournal(inne języki) – magazyn międzynarodowy, nadawany w środę o godzinie 22:15.
- Berlin Direkt(inne języki) – polityczny przegląd wydarzeń tygodnia, nadawany w niedziele o godzinie 19:10.
- Maybrit Illner – polityczny talk-show prowadzony przez Maybrit Illner. Nadawany od 1999 roku, w każdy czwartek o 22.15.
- Markus Lanz – polityczny talk show prowadzony przez Markusa Lanza(inne języki), nadawany od wtorku do czwartku o 22:45.
- Neo Magazin Royale(inne języki) – program satyryczny, nadawany w piątki o 0:30.
- Frontal21(inne języki) – program polityczno-społeczny prowadzony przez Ilkę Brecht(inne języki). Nadawany od 2001 roku we wtorki o 21.00.
- Aktenzeichen XY... ungelöst – program kryminalny, nadawany co 2 tygodnie bądź raz w miesiącu, we wtorki o 20:15.
- Old Man – nadawany od 1977 roku serial kryminalny, opowiadający o pracy monachijskiego wydziału zabójstw.
- Mainzelmännchen(inne języki) – krótkometrażowe, 5-sekundowe wstawki animowane, emitowane w trakcie bloków reklamowych na antenie ZDF od 1963 roku.

## „Rodzina ZDF”
ZDF współpracuje także z innymi publicznymi nadawcami, produkując:
- 3sat,
- Phoenix,
- arte,
- Kika;

a oferując widzom pakiet cyfrowy ZDFvision produkuje także swoje mutacje:
- ZDFinfo(inne języki),
- ZDFneo.

## Kontrowersje
W 2013 ZDF wyemitował niemiecki serial historyczny pt. Nasze matki, nasi ojcowie, który wywołał w Polsce kontrowersje za sprawą pokazania w serialu antysemityzmu poprzez polskich żołnierzy Armii Krajowej. Żołnierz AK a wcześniej jeden z pierwszych więźniów Pawiaka, a następnie KL Auschwitz – 92-letni Zbigniew Radłowski pozwał z tego powodu ZDF do sądu. Telewizja Polska w czerwcu 2013 wyemitowała kontrowersyjny serial historyczny ZDF razem z debatą, pomimo protestów środowisk prawicowo-konserwatywnych w Polsce.
W 2016 ZDF pozwał do sądu Karol Tendera, były więzień obozu koncentracyjnego Auschwitz-Birkenau po tym, jak usłyszał w ZDF sformułowanie polskie obozy koncentracyjne. Decyzją polskiego sądu ZDF miał przez ponad 30 dni przeprosić Tenderę na głównej stronie internetowej stacji, jednak przeprosiny pojawiły się w dziale Historia i nauka. Internauci rozpoczęli akcję umieszczania hashtagów #GermanDeathCamps (niemieckie obozy koncentracyjne), m.in. na Twitterze i Facebooku stacji, gdzie ZDF blokował użytkowników, którzy używali tego typu hashtagu. W sierpniu 2018 Niemiecki Trybunał Sprawiedliwości w Karlsruhe uznał, że ZDF nie musi przepraszać Karola Tendery, a wyrok polskiego sądu uznał za naruszenie wolności słowa w Niemczech.
W emitowanym na antenie ZDF programie satyrycznym Neo Magazin Royale pokazano teledysk, w którym polska premier Beata Szydło została uznana za faszystkę. W tym samym programie satyryk Jan Böhmermann sparodiował Prezydenta Turcji Recepa Tayyipa Erdoğana, co spotkało to z natychmiastową reakcją tureckiego przywódcy, który zażądał od niemieckich władz ukarania Böhmermanna. W obronie satyryka stanęła m.in. kanclerz Niemiec Angela Merkel.